# كأس ألمانيا 1981–82
كأس ألمانيا 1981–82 (بالألمانية: DFB-Pokal 1981/82)‏ هو الموسم 39 من كأس ألمانيا. أشرف على تنظيمه اتحاد ألمانيا لكرة القدم، وكان عدد الأندية المشاركة فيه 128، وفاز فيه بايرن ميونخ.